# Brassicasterolo
Il brassicasterolo è uno sterolo prodotto da diverse alghe unicellulari e da alcune piante come la colza. Questo composto è stato spesso usato come biomarcatore per la presenza di materia algale marina nell'ambiente.